# 桃色

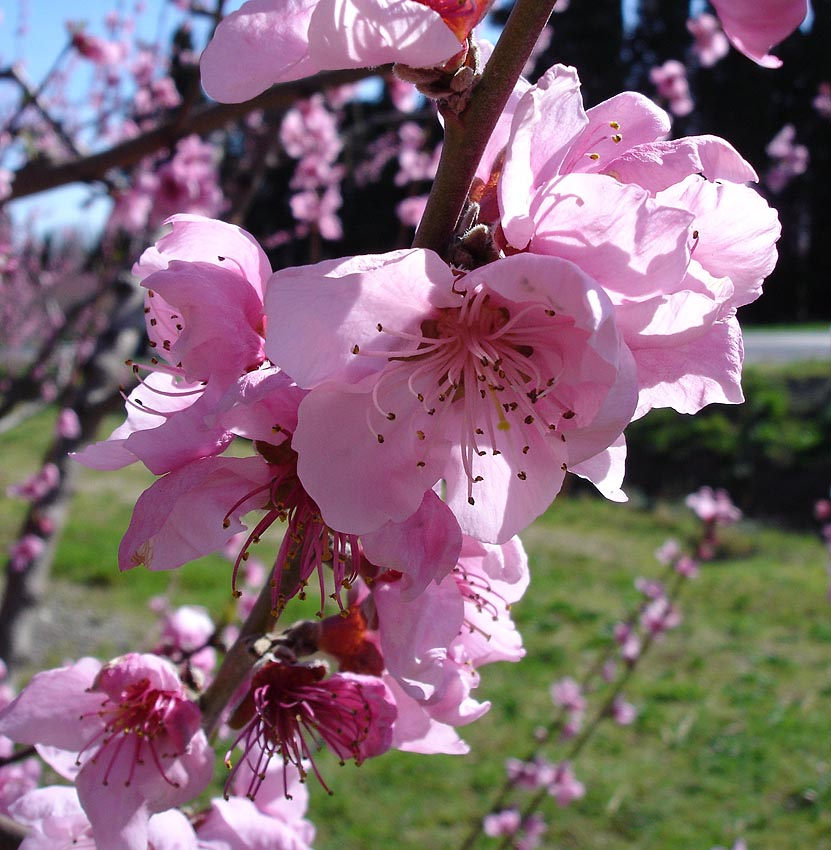
赤いモモの花

桃色（ももいろ、中国語: 桃紅色）は、明るく淡い赤色。赤または赤紫と白を混ぜ合わせて作ることができる。別名、桃花色（ももはないろ）。

## 概要
日常的にはピンクに該当する和名として広く親しまれているが、ピンク（pink）がナデシコの花を表すのに対して、桃色はモモの花の色のことである。
桃色の起源は古く、万葉集にはすでに「桃花褐（ももそめ）」記述が見られる。当時の桃色はモモの花で染めた色のことであったらしい。
今日では、必ずしもモモの花で染色した色のことを意味せず、モモの花のような淡い赤色のほとんどを桃色もしくはピンクと呼ぶ傾向がある。
英語にはピーチという色名があるが、桃色とは別の色であり、モモの果肉に近い色で表現される（後述）。桃色と同じくモモの花の鮮やかなピンクを表す場合にはピーチブロッサム（peach blossom）という色名が用いられる。

## 桃色に関する事項
モモは古来より中国や日本では魔除けの力を持つとされたため、現代の日本でも桃の節句などで女の子の健やかな成長を祈る風習が残っており、桃色は若く健康的な女性の心象を喚起することが多い。

## ピーチ

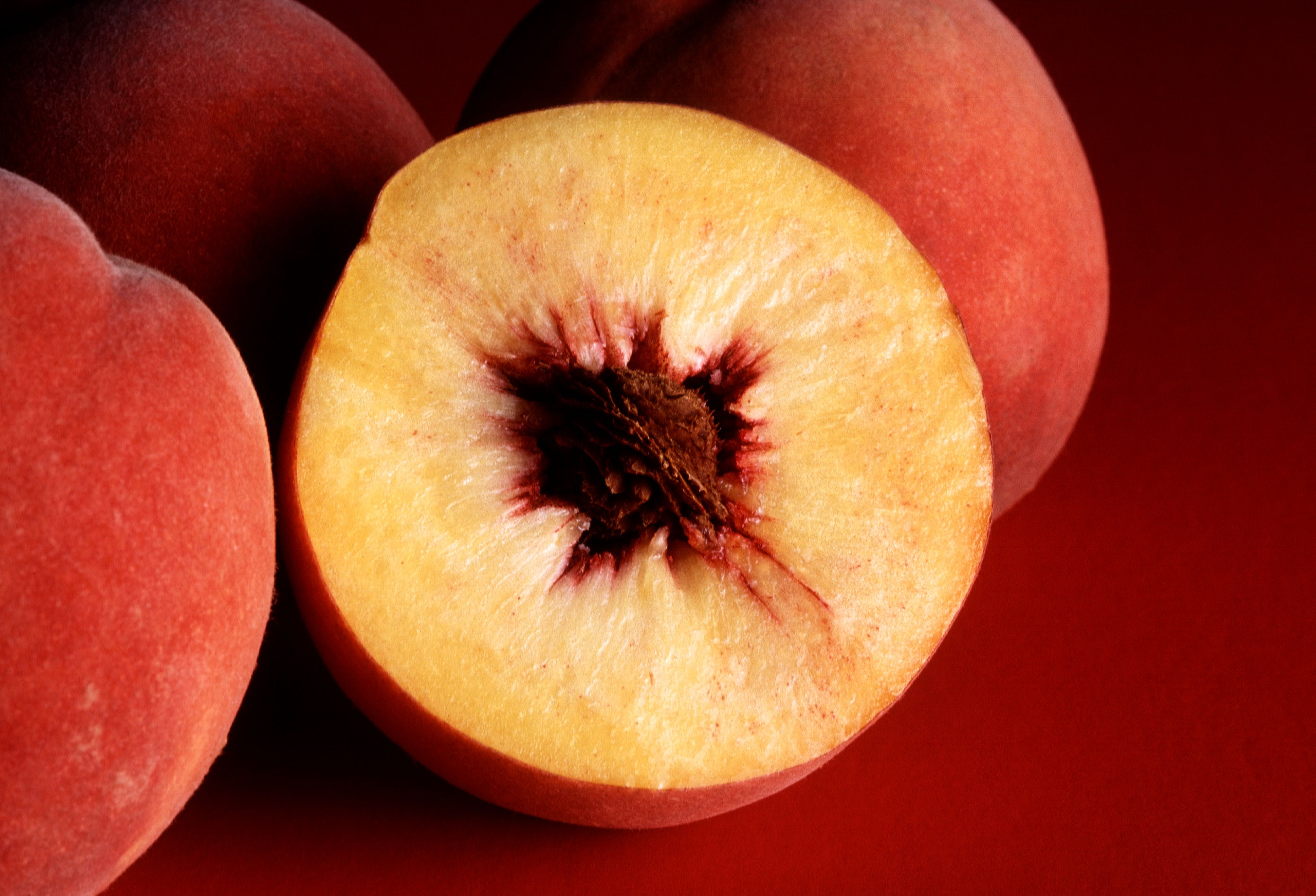
モモの果肉

英語起源のピーチ (peach) という色名は、やや灰色味を帯びた薄いオレンジ色である。これは、よく熟したモモの果実、とくに果皮というよりも果肉の色に近い。フランス語ではペッシュ（pêche）という。
新生児や幼児の肌の色を連想させ、親しみやすい色として用いられる。イギリスにおいてピーチという色名が用いられるのは古く、1588年頃からであるとされる。一方、ピーチブロッサムが色の名前として初めて使われるのは1702年のことであり、欧米においてはモモといえば果実を連想させるものであったことがうかがえる。
ピーチの色合いが肌色（フレッシュ）と近いことから、差別問題を喚起させる肌色という色名の代替として用いられることがある。
中国本土では、北京の学校で教師が生徒にピンクの服や靴を着用することを禁止したため、生徒が服装の自由の権利を追求する色ともみなされた。

## 近似色
- 桜色
- 石竹色
- ピンク
- マゼンタ
- 赤